# ATP Finals 2021 – mužská dvouhra
Mužská dvouhra ATP Finals 2021 probíhala okolo poloviny listopadu 2021. Do singlové soutěže turínského Turnaje mistrů nastoupilo osm nejvýše postavených hráčů v klasifikaci žebříčku ATP Race To Turin. Obhájcem titulu byla ruská světová dvojka Daniil Medveděv, která nestačila ve finále na Zvereva.
Z osmi účastníků předchozího ročníku 2020 do dvouhry zasáhli Novak Djoković, Daniil Medveděv, Alexander Zverev, Stefanos Tsitsipas a Andrej Rubljov. Debutanty se stali Polák Hubert Hurkacz, který se na závěrný turnaj roku kvalifikoval jako první polský tenista od roku 1976, kdy do finále postoupil Wojciech Fibak, a Nor Casper Ruud, který byl vůbec prvním Norem v singlové soutěži Turnaje mistrů.
Sedmý nasazený Ital Matteo Berrettini skrečoval na začátku druhého setu po prohrané zkrácené hře úvodní sady zápas základní skupiny proti Zverevovi pro poraněný břišní sval. Těsně před zápasem o udržení šance na postup do semifinále se z turnaje odhlásil. Nahradil jej další Ital Jannik Sinner. Sinner se stal prvním náhradníkem, který zasáhl do soutěže od Pabla Carreña Busty v roce 2017  a který dokázal vyhrát zápas od vítězství Janka Tipsareviće nad Djokovivem z roku 2011. Ve 20 letech byl nejmladším aktivním hráčem účastnící se Turnaje mistrů od roku 2000. Před svým druhým zápasem základní skupiny odstoupil kvůli zranění pravého lokte i čtvrtý nasazený Stefanos Tsitsipas, kterého nahradil Brit Cameron Norrie. Teprve počtvrté v historii tak byli využiti oba dva náhradníci. Předtím se tak stalo v letech 1997, 1998 a 2005.
Vítězem se stal třetí nasazený Němec Alexander Zverev, jenž ve finále přehrál za 75 minut hry ruského obhájce titulu a druhého nasazeného Daniila Medveděva po dvousetovém průběhu 6–4 a 6–4. V probíhající sezóně si tak připsal šesté turnajové vítězství, díky čemuž zakončil sezónu jako lídr této statistiky. Titul představoval jeho celkově devátý singlový titul na okruhu ATP Tour a druhý z Turnaje mistrů, když navázal na triumf z roku 2018. Německý tenista nenabídl v utkání Rusovi ani jednu brejkbolovou šanci a sám využil v každém setu po jednom. V základní skupině přitom vzájemný duel ovládl Medveděv. Stalo se tak pojedenácté v historii, že finálová repríza zápasu ze základní skupiny skončila opačným výsledkem. Zverev se stal zároveň čtvrtým hráčem a prvním od Agassiho v roce 1990, který na Turnaji mistrů v semifinále, resp. finále porazil světovou jedničku a dvojku. Byla přerušena série šesti ročníků, kdy žádný tenista nedokázal závěrečný turnaj ovládnout více než jednou.

## Nasazení hráčů
1. Novak Djoković (semifinále, 600 bodů, 692 000 USD)
2. Daniil Medveděv (finále, 1000 bodů, 1 222 000 USD)
3. Alexander Zverev (vítěz, 1300 bodů, 2 143 000 USD)
4. Stefanos Tsitsipas (základní skupina, odstoupil pro zranění pravého lokte, 0 bodů, 86 500 USD)
5. Andrej Rubljov (základní skupina, 200 bodů, 346 000 USD)
6. Matteo Berrettini (základní skupina, skreč a odstoupení pro zranění břišního svalu, 0 bodů, 86 500 USD)
7. Hubert Hurkacz (základní skupina, 0 bodů, 173 000 USD)
8. Casper Ruud (semifinále, 400 bodů, 519 000  USD)

## Náhradníci
1. Jannik Sinner (nahradil Berrettiniho, základní skupina, 200 bodů, 266 000 USD)
2. Cameron Norrie (nahradil Tsitsipase, základní skupina, 0 bodů, 93 000 USD)
3. Aslan Karacev (nenastoupil)

## Soutěž
| Legenda                                                       |                                                                        |                                                   |
| - Q – kvalifikant - WC – divoká karta - LL – šťastný poražený | - Alt – náhradník - SE – zvláštní výjimka - PR/SR – žebříčková ochrana | - w/o – bez boje - r – skreč - d – diskvalifikace |

### Finálová fáze
|  | Semifinále | Semifinále       | Semifinále      | Semifinále | Semifinále |             |   | Finále           | Finále | Finále | Finále | Finále |
|  |            |                  |                 |            |            |             |   |                  |        |        |        |        |
|  | 1          | Novak Djoković   | 64              | 6          | 3          |             |   |                  |        |        |        |        |
|  | 3          | Alexander Zverev | 7               | 4          | 6          |             |   |                  |        |        |        |        |
|  | 3          | Alexander Zverev | 7               | 4          | 6          |             | 3 | Alexander Zverev | 6      | 6      |        |        |
|  |            |                  |                 |            |            |             | 3 | Alexander Zverev | 6      | 6      |        |        |
|  |            | 2                | Daniil Medveděv | 4          | 4          |             |   |                  |        |        |        |        |
|  | 8          | 2                | Daniil Medveděv | 4          | 4          | Casper Ruud | 4 | 2                |        |        |        |        |
|  | 8          |                  |                 |            |            | Casper Ruud | 4 | 2                |        |        |        |        |
|  | 2          | Daniil Medveděv  | 6               | 6          |            |             |   |                  |        |        |        |        |

### Zelená skupina
|      |                                   | Djoković               | Tsitsipas Norrie            | Rubljov                   | Ruud                        | Zápasy  | Sety                 | Hry                      | Pořadí |
| 1    | Novak Djoković                    |                        | 6–2, 6–1 (vs./ Norrie)      | 6–3, 6–2                  | 7–6(7–4), 6–2               | 3–0     | 6–0 (100 %)          | 37–16 (70 %)             | 1.     |
| 4 10 | Stefanos Tsitsipas Cameron Norrie | 2–6, 1–6 (vs./ Norrie) |                             | 4–6, 4–6 (vs./ Tsitsipas) | 6–1, 3–6, 4–6 (vs./ Norrie) | 0–1 0–2 | 0–2 (0 %) 1–4 (20 %) | 8–12 (40 %) 16–25 (39 %) | X. 4.  |
| 5    | Andrej Rubljov                    | 3–6, 2–6               | 6–4, 6–4 (vs./ Tsitsipas)   |                           | 6–2, 5–7, 6–7(5–7)          | 1–2     | 3–4 (43 %)           | 34–36 (49 %)             | 3.     |
| 8    | Casper Ruud                       | 6–7(4–7), 2–6          | 1–6, 6–3, 6–4 (vs./ Norrie) | 2–6, 7–5, 7–6(7–5)        |                             | 2–1     | 4–4 (50 %)           | 37–43 (49 %)             | 2.     |

### Červená skupina
|     |                                 | Medveděv                               | Zverev                               | Berrettini Sinner                      | Hurkacz                | Zápasy  | Sety                 | Hry                    | Pořadí |
| 2   | Daniil Medveděv                 |                                        | 6–3, 6–7(3–7), 7–6(8–6)              | 6–0, 6–7(5–7), 7–6(10–8) (vs./ Sinner) | 6–7(5–7), 6–3, 6–4     | 3–0     | 6–3 (67 %)           | 56–43 (57 %)           | 1.     |
| 3   | Alexander Zverev                | 3–6, 7–6(7–3), 6–7(6–8)                |                                      | 7–6(9–7), 1–0skreč (vs./ Berrettini)   | 6–2, 6–4               | 2–1     | 5–2 (71 %)           | 36–31 (54 %)           | 2.     |
| 6 9 | Matteo Berrettini Jannik Sinner | 0–6, 7–6(7–5), 6–7(8–10) (vs./ Sinner) | 6–7(7–9), 0–1skreč (vs./ Berrettini) |                                        | 6–2, 6–2 (vs./ Sinner) | 0–1 1–1 | 0–2 (0 %) 3–2 (60 %) | 0–0 (0 %) 25–23 (52 %) | X 3.   |
| 7   | Hubert Hurkacz                  | 7–6(7–5), 3–6, 4–6                     | 2–6, 4–6                             | 2–6, 2–6 (vs./ Sinner)                 |                        | 0–3     | 1–6 (14 %)           | 24–42 (36 %)           | 4.     |